# Securidaca pubescens
Securidaca pubescens är en jungfrulinsväxtart som beskrevs av Dc.. Securidaca pubescens ingår i släktet Securidaca och familjen jungfrulinsväxter. Inga underarter finns listade i Catalogue of Life.